# Осава Юкіко
Осава Юкіко (1 січня 1996) — японська синхронна плавчиня.
Призерка Чемпіонату світу з водних видів спорту 2017 року.